# داک کریک ویلج (یوتا)
داک کریک ویلج (به انگلیسی: Duck Creek Village) یک منطقهٔ مسکونی در ایالات متحده آمریکا است که در شهرستان کین، یوتا واقع شده‌است. داک کریک ویلج ۲٬۵۹۲٫۹۷ متر بالاتر از سطح دریا واقع شده‌است.